# ولسوالی راغستان
ولسوالی راغستان یکی از ولسوالی‌های ولایت بدخشان در شمال خاوری افغانستان است. این ولسوالی در سال ۱۹۹۵ میلادی از ولسوالی «راغ» جدا شد. دیگر ولسوالی‌های تشکیل شده از ولسوالی راغ عبارتند از کوهستان و یاوان. ولسوالی به نام راغ دیگر وجود ندارد. این ولسوالی همسرحد است با ولسوالی‌های کوهستان، یاوان، شغنان، دروازبالا (مایمی), خواهان کوف آب و با ناحیهٔ شورا آباد، ولایت ختلان تاجیکستان. این ولسوالی به‌طرف شمال شهر فیض‌آباد به فاصلهٔ ۱۱۲ کیلومتری موقعیت داشته، این ولسوالی قسمی که از نامش پیداست عموماً تپه‌زار بوده که اکثر ساحات آن علفزار و سرسبز می‌باشد. مرکز آن زیرکی، از سطح دریا ۲٬۴۲۰ ارتفاع داشته و پایین‌ترین ساحهٔ آن دشت یوزدرلبی دریای پنج موقعیت داشته که از سطح دریا ۶۴۰ متر ارتفاع و بلندترین قلهٔ آن چهل گری نام دارد که از سطح دریا ۴٬۲۰۰ متر ارتفاع دارد. راهای مواصلاتی به شکل ابتدایی و موسومی از طریق ولسوالی یفل پایان و یاوان به این ولسوالی ساخته شده صرف در فصل گرما به روی ترافیک باز می‌باشد.

## روستاها

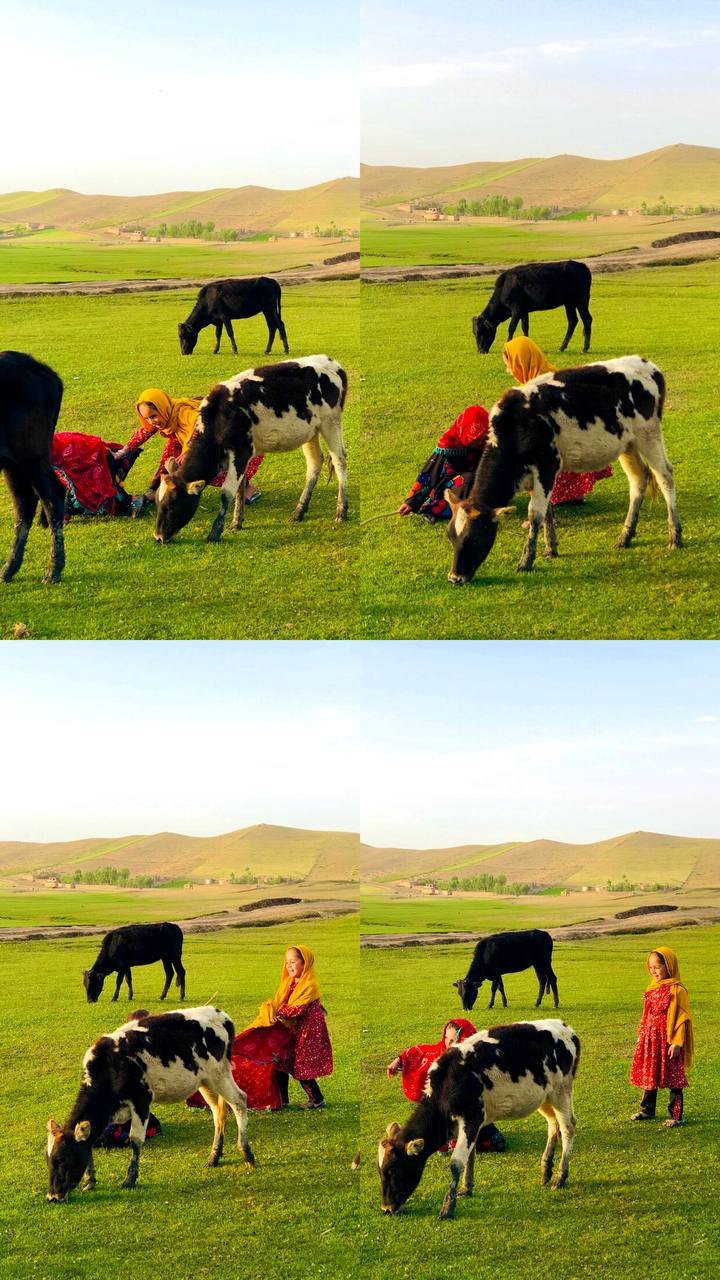
خوشحالی یکی از کودکان بدخشانی، روستای ولسوالی راغ

نوشار، درهٔ غوز، اشلنج، کَس‌خواه، چشمه، سلام ده، خاسارخم، خم ویدئو، سفید، دشت یوز، بشان، تگاب بشان، غفچا سر، آب جم بالا، آب جم پایان، خرمنک، ئیلگاه کاه، سیب دره، میانهٔ توک، میانهٔ ده، سری ده پطیر، پتاو، زارده، چگرینگ، رونجک، مشتک مارچ، راه دره، کلاتک، ده گاه خورد، زولزماه، سپاه، خم بیل بالا، خم بیل پایان، آوی دره، جری جان، ریمان، بامستان، کوشلر، دره چر، روینج، لخش، لیجک، مرغ، غرم، خیفچ، خاشیم، کندیل، برگیچ، داخک، لیاخم، بادمان، پاک مان، رندی خواه، مارستان، غوجان، پسکاه خان، کندریم بالا، کندریم پایان، سیاب دشت، زیرکی، بخش گاه، سری دشت، لشکرگاه، کوردر، تنی لعل، والک، ورسندر، تاج گل دره، سبزچشمه، والک دره، وخنی ده بالا، وخنی ده پایان، کالربالا، کالرپایان، غول پله، خالی چوت، لدر، دهن شاله، دشت لخش، گله دره، سفید آب، سافی چوت، جغشودک، شب در، کج لر، خونی لربالا، خونی لرپایان، فره در، نشیب در، نوآباد، دره سبائی، رباط، سیاب شار، خم شاهان، ویدین در، جیدیندر، رخشان دره، چدیگ در، سری بقی، سری سیاب، ده قاضیان، کالردشت، دودره، نراسپ، جیج در، گلی احمدان، غالش ده، آجرش، ده گاه کلان، جغشود، دهن دره، قل قل آب، رباط، کوه لعل، بی کادر، خنوربالا، خنورپایان، لش ده و احمدر.